# Amerika-Haus (Schweinfurt)

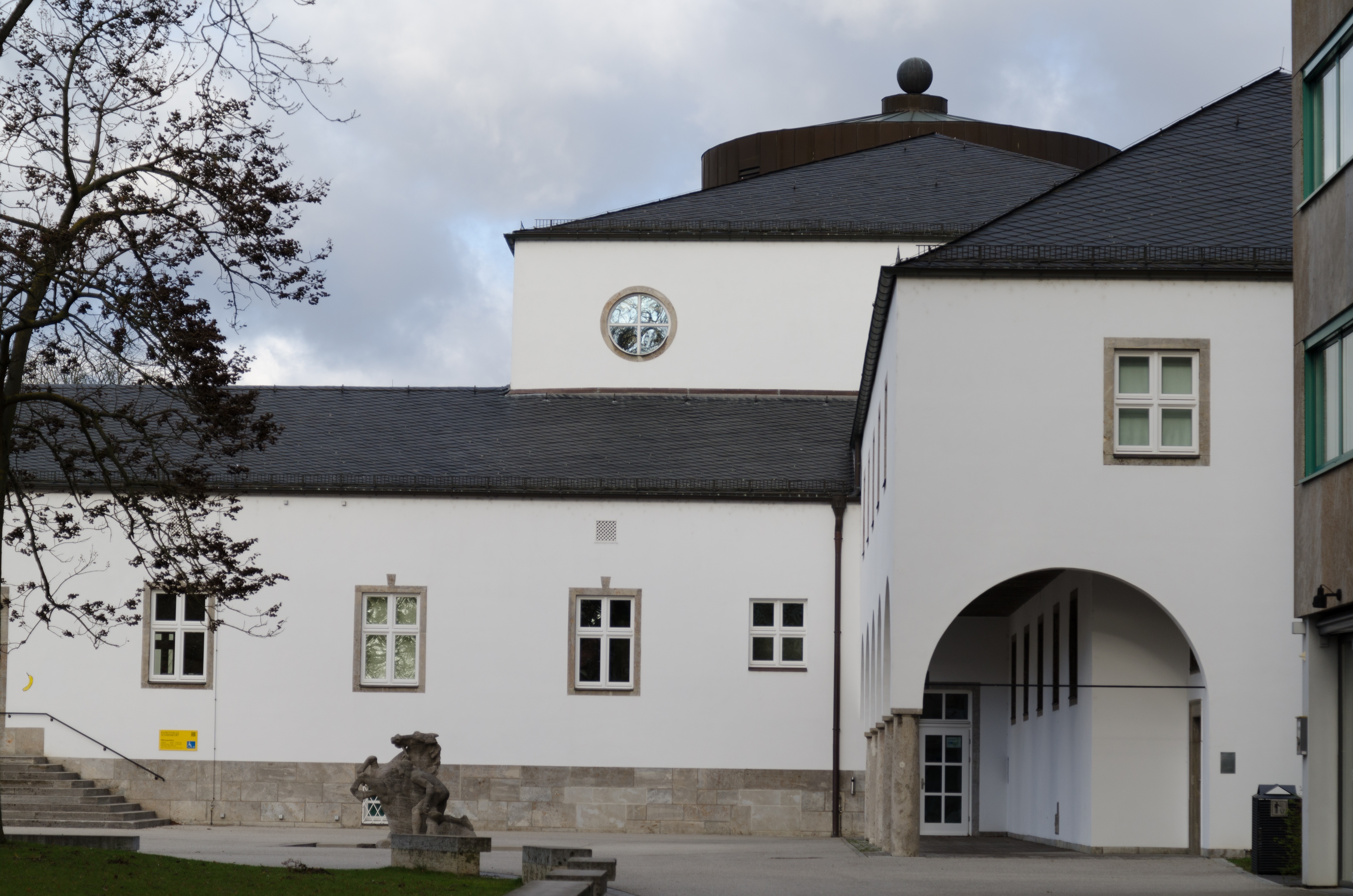
Ernst-Sachs-Bad (1931–33) rechts mit Arkadenbau, dem letzten Sitz des Amerika-Hauses

Das Amerika-Haus in Schweinfurt war von seiner Gründung 1948 bis zu seiner Schließung 1956 eine amerikanische Kultureinrichtung und Begegnungsstätte mit Bücherei.

## Geschichte

### Anfänge und Aufbau
Am 11. April 1945 marschierte die U.S. Army in Schweinfurt ein, das fortan zur amerikanischen Besatzungszone
gehörte. Die Amerikaner übernahmen die vorhandenen Schweinfurter Kasernen und bauten in der Stadt und der näheren Umgebung die US-Heeresgarnison Schweinfurt auf, eine der größten US-Garnisonen Europas, die 2014 komplett aufgelöst wurde. 
Am 11. Mai 1948 wurde das Amerika-Haus in Schweinfurt in einer ausgebauten Baracke im Hof der Friedenschule eröffnet. Erste kulturelle Einrichtung dort war eine Freihandbücherei. Wohl 1951 zog das Amerika-Haus in das Obergeschoss des Arkadenbaus des nicht weit entfernten Ernst-Sachs-Bades um. Der erste deutsche Leiter hieß Gärtner, ihm folgte Günther Fuhrmann, der zuvor bis 1951 das Amerika-Haus im nahen Bad Kissingen geleitet hatte und später Intendant des Theaters der Stadt Schweinfurt wurde. Die Bücherei hatte einen demokratisch bereinigten Anfangsbestand von 3000 Büchern. Anfangs stand die Bücherei unter strenger Aufsicht der Amerikaner. Das Amerika-Haus wurde von der örtlichen Bevölkerung sehr gut besucht.

### Übergang des Buchbestands in die Stadtbücherei
Nach Schließung des Amerika-Hauses 1956 ging ein Großteil des Buchbestandes in die Stadtbücherei über, die im Juni 1954 in das Schrannengebäude der Sparkasse Schweinfurt am Roßmarkt umgezogen war. Die erste deutsche Leiterin der Bücherei des Amerika-Hauses Gertrud Dittmar führte dort die erste Freihandbücherei Bayerns ein. Sie wechselte danach in die Stadtbücherei.

## Ziel des Amerika-Hauses
Die Amerika-Häuser gehörten zum Programm der Amerikaner, der deutschen Bevölkerung die Demokratie näherzubringen. Von den deutschen Leitern konnte das Programm frei gestaltet werden, mit der einzigen Bedingung, nichts Antiamerikanisches einzustellen. Der Eintritt war frei.

## Angebote
Das Amerika-Haus hatte für die Besucher unter anderem folgende Angebote:
- Freihandbücherei,
- Lichtbildervorträge und Filmvorführungen,
- Vorträge von deutschen Politikern und Autoren,
- Diskussionsabende über amerikanische Politik, Philosophie und Literatur,
- German-American-Bridge-Club.

## Wiedereröffnung wurde diskutiert

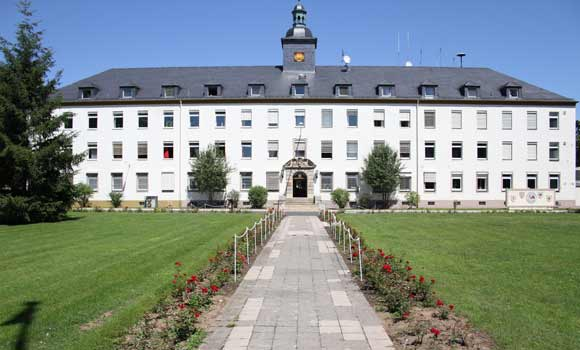
Hauptquartier USAG Schweinfurt (bis 2014). Vorgeschlagener Standort für ein neues Amerika-Haus

2015 gab es  einen Antrag der SPD im Stadtrat zur Wiedereröffnung des Amerika-Hauses, um die Verbindung der Stadt Schweinfurt zur USA nach fast 70 Jahre langer Stationierung der US-Truppen in Erinnerung zu halten. Als Ort wurde das einstige Hauptquartier der US-Heeresgarnison Schweinfurt (USAG Schweinfurt) in der Ledward-Kaserne (Gebäude 206) im Ehrenhof an der Niederwerrner Straße vorgeschlagen. Als Haus der Volksbildung sollte es breite kulturelle Entfaltungsmöglichkeiten eröffnen. Als weiters Argument für das Amerika-Haus wurde angeführt, dass es gut zum i-Campus Schweinfurt passen würde, einem internationalen Hochschulcampus, der derzeit in der einstigen Kaserne aufgebaut wird.
Die Idee wurde vom städtischen Haupt- und Finanzausschuss begrüßt, jedoch zunächst abgelehnt und zurückgestellt.